# Dirk D’Ase
Dirk D’Ase (* 31. Oktober 1960 in Antwerpen) ist ein österreichischer Komponist.

## Leben
D’Ase studierte Komposition an der Musik und Kunst Privatuniversität der Stadt Wien bei Friedrich Cerha und privat bei Luciano Berio und Krzysztof Penderecki. 
Er unternahm Reisen durch den südlichen Teil Afrikas und schrieb eine Magisterarbeit über südostafrikanische traditionelle Musik. Seine Reisen und Forschungen in Afrika haben einen fundamentalen Einfluss auf sein kompositorisches Denken.
Zu den wichtigsten Werken zählen sieben Opern, vier Solokonzerte, eine Symphonie, Orchesterwerke sowie Orchesterlieder.
D’Ases Oper Azrael wurde 2012 bei Wien Modern gespielt. Die Oper L’intruse, komponiert im Auftrag der Vlaamse Opera, wurde 2011 zur 100-Jahr-Feier der Nobelpreisverleihung an Maurice Maeterlinck in Gent, Antwerpen und Rotterdam uraufgeführt. 2010/11 spielte das Münchner Rundfunkorchester unter der Leitung von Ulf Schirmer Okavango Raincolors, das Radio-Symphonieorchester Wien Gegenwartsplitter und das Ensemble Kontrapunkte Silberfluss, Feuermond… als Auftragswerk des Wiener Musikvereins.
Nach D’Ases Portraitkonzert für die Bregenzer Festspiele wurde seine erste ORF-CD mit drei Instrumentalkonzerten mit Sylvain Cambreling, Klangforum Wien, Ulf Schirmer, Wiener Concert-Verein, Peter Burwik und dem ensemble XX. Jahrhundert mit Aufnahmen aus dem Wiener Musikverein und Konzerthaus im Radiokulturhaus präsentiert.
Im Auftrag des Wiener Mozartjahrs 2006 schrieb D’Ase seine sechste abendfüllende Oper Don Juan wird Sechzig auf ein Libretto von Robert Schindel. Für die Saison 2003/04 wurde er vom Wiener Concert-Verein als Composer in Residence im Wiener Musikverein bestellt. In derselben Saison wurde die Oper Einstein in Amerika zur 125-Jahr-Feier Albert Einsteins in Ulm aus der Taufe gehoben und das Cellokonzert bei den Bregenzer Festspielen aufgeführt, wofür ihm das Wiener Symphoniker Kompositionsstipendium verliehen wurde.
Aufträge erhielt D’Ase unter anderem vom Wiener Musikverein (Silberfluss, Feuermond / Klarinettenkonzert - Blue Note), Wiener Konzerthaus (Burning Day), Bregenzer Festspiele (Trio d’or), Carinthischer Sommer (Menschenkind), Klangforum Wien (Violinkonzert), Ulmer Theater (Oper Einstein in Amerika), Neue Oper Wien (Brecht Orchesterlieder / Oper Arrest), Wiener Concert-Verein (Feuerlicht…Nachtschatten / Cellokonzert), Hugo Wolfquartett (2. Streichquartett), Arnold Schoenberg Chor Wien (Das wahre Sängerleben), Vienna Saxophonic Orchestra (In Search Of Lost), Ensemble XX. Jahrhundert (Painting Over Overpainting, Selber Spielen ist viel lustiger!) u. v. m.
D’Ase hat eine Professur für Komposition an der Musik und Kunst Privatuniversität der Stadt Wien (MUK), wo er von 2010 bis 2021 Abteilungsvorstand für Musikleitung und Komposition war. Seit 2016 ist er ständiges Mitglied des Zentrums für Wissenschaft und Forschung (ehem. Institut für Wissenschaft und Forschung) an der MUK und von 2020 bis 2022 war er Mitglied des Interuniversitären Forschungsverbund Elfriede Jelinek (Universität Wien und MUK). 

## Stil
„Dirk D’Ase setzt sich in seiner Musik zentral mit den besonderen Eigenschaften und Klangfarben der Instrumente und der menschlichen Stimme auseinander. Er entwickelt geschmeidige charakterisierende Gesangs- und Instrumentallinien, die freitonal große Intervallsprünge mit Tonrepetitionen sinnfällig und eingängig verbinden. Sein Grundton sind Sekundenklänge, in vielen Schattierungen von beißender Schärfe bis zum irrlichternden Klangteppich, oft übereinander geschichtet oder in flüchtige Instrumentalgesten aufgelöst.“
D’Ase hat sich eine eigene rhythmische Technik erworben, die zu einem Merkmal seiner Kompositionen geworden ist und auf dem Grundprinzip afrikanischer traditioneller Musik basiert: das Interlocking System. Dafür holte er sich Anregungen bei Feldforschungen auf ausgedehnten Afrikareisen: Konzerte mit schwarzafrikanischen Musikern, ob bei traditioneller oder Township Music boten D’Ase Anschauungsunterricht spontan-unmittelbaren, begeistert-begeisternden Musizierens. Technisch gesehen waren es vor allem die verschraubten Strukturen sogenannter inhärenter Pattern, die er in seine Kompositionen einfließen hat lassen: komplexe Rhythmen, die als solche nicht gespielte, aber wahrnehmbare virtuelle Linien hörbar werden lassen. Jedes Instrument spielt ein individuelles rhythmisches Muster, im Zusammenspiel aller Instrumente werden die Rhythmen verwoben und ergeben einen eigenen, neuen Rhythmus. Diese Technik verwendet D’Ase auch in der Klanggestaltung, indem individuelle Melodien zu einer neuen virtuellen Klanglichkeit zusammenwachsen. Er arbeitet häufig mit kleinen Notenwerten, aber setzt dies in Kontrast zu langsamen Kantilenen: „Geschwindigkeit“ und „Dichte“ könnten als Leitwörter über D’Ases Musikschaffen stehen. „Alles, was ich mache, suche ich im und aus dem Leben“, formuliert Dirk D’Ase eine Art künstlerisches Credo, das nicht nur in den vitalen Zügen seiner Instrumentalmusik verwirklicht scheint, sondern auch in den menschlich-zwischenmenschlichen Konflikten, mit denen D’Ase, ständig dem Dramatischen nachspürend, sich auseinandergesetzt hat: Die Welt, das Leben, die Menschen – alles basiert für ihn auf Emotionen und Reaktionen, die zu bändigen sind oder auch nicht, denen man sich jedenfalls stellen muss.

## Opern
- ’intruse (2011), Auftragswerk der Vlaamse Opera
- Joseph Herzog (2004/2006), Auftragswerk des Wiener Mozartjahr 2006
- Einstein, Spuren des Lichts  (2001/2003), Auftragswerk des Ulmer Theaters, Uraufführung 18. März 2004
- Arrest (1999/2000), Auftragswerk der Neuen Oper Wien
- Azrael (1998), Auftragswerk von NetZZeit, Wien
- Diary of Ronald Hansen (1996), Auftragswerk von Transparant, Antwerpen
- Red Rubber (1992/1993), Auftragswerk der Kulturhauptstadt Europas, Antwerpen'93

## Composer in Residence / Komponistenportraits
- Bregenzer Festspiele 2008
- Wiener Concert-Verein als „Composer in Residence“ im Wiener Musikverein 2003/04
- „Composer In Residence“ der Musik und Kunst Privatuniversität Wien 2002/03
- „Composer Of The Year“ an der Brüsseler Oper (Dir. Gerhard Mortier) 1990/91
- Brüssler Oper 1991 (Komponistenportrait)
- Composer In Residence des Flandern Festivals 1988/91
- Italienisches Kulturinstitut Wien 1987 (Komponistenportrait)
- Wiener Urania 1987 „Neue Musik und Literatur“ (Komponistenportrait)
- Wiener Urania 1986 (Komponistenportrait)

## CD Erscheinungen
- Figuren/Induktionen (Gramola 2022)
- Red Antilopes (ensemble reconsil, 2015)
- Komponistenportrait Bregenzer Festspiele (Zappel Music 2010)
- Cellokonzert, Violinkonzert und Akkordeonkonzert (ORF 2008)
- Die Leidenschaften des Don Juan (Wien 2008)
- Einstein in Amerika, Franklins Brandrede (Ulmer Theater 2006)
- Arrest, Oper in einem Akt (Neue Oper Wien 2001)
- states of Mind, Music for Mallets and Flute (Pierrot Lunaire Ensemble Wien 2000)